# Open de Nouvelle-Zélande 1974
 (juin 2024).
L'Open de Nouvelle-Zélande de 1974, également connu sous le nom de Benson and Hedges Open pour des raisons de sponsoring, est un tournoi de tennis professionnel masculin et féminin organisé à Auckland, en Nouvelle-Zélande. Il s'agit d'un événement indépendant, c'est-à-dire qu'il ne fait pas partie de la saison 1974 de l'ATP. C'est la septième édition du tournoi qui se déroule sur des courts extérieurs en gazon du 7 au 13 janvier 1974. Björn Borg et Evonne Goolagong remportent les titres en simple.

## Finales

### Simple messieurs
Björn Borg bat  Onny Parun 6–4, 6–3, 6–1
- C'est le premier titre en simple de Borg de sa carrière.

### Simple dames
Evonne Goolagong bat  Ann Kiyomura 6–3, 6–1

### Double messieurs
Syd Ball /  Bob Giltinan battent  Ray Ruffels /  Allan Stone 6–1, 6–4